# دیکی (داکوتای شمالی)
دیکی(به انگلیسی: Dickey) شهری در ایالت داکوتای شمالی کشور ایالات متحده آمریکا است که جمعیت آن در سرشماری سال ۲۰۱۰ میلادی، ۴۲ نفر بوده‌است.